# الملابس في عصر مصر القديمة

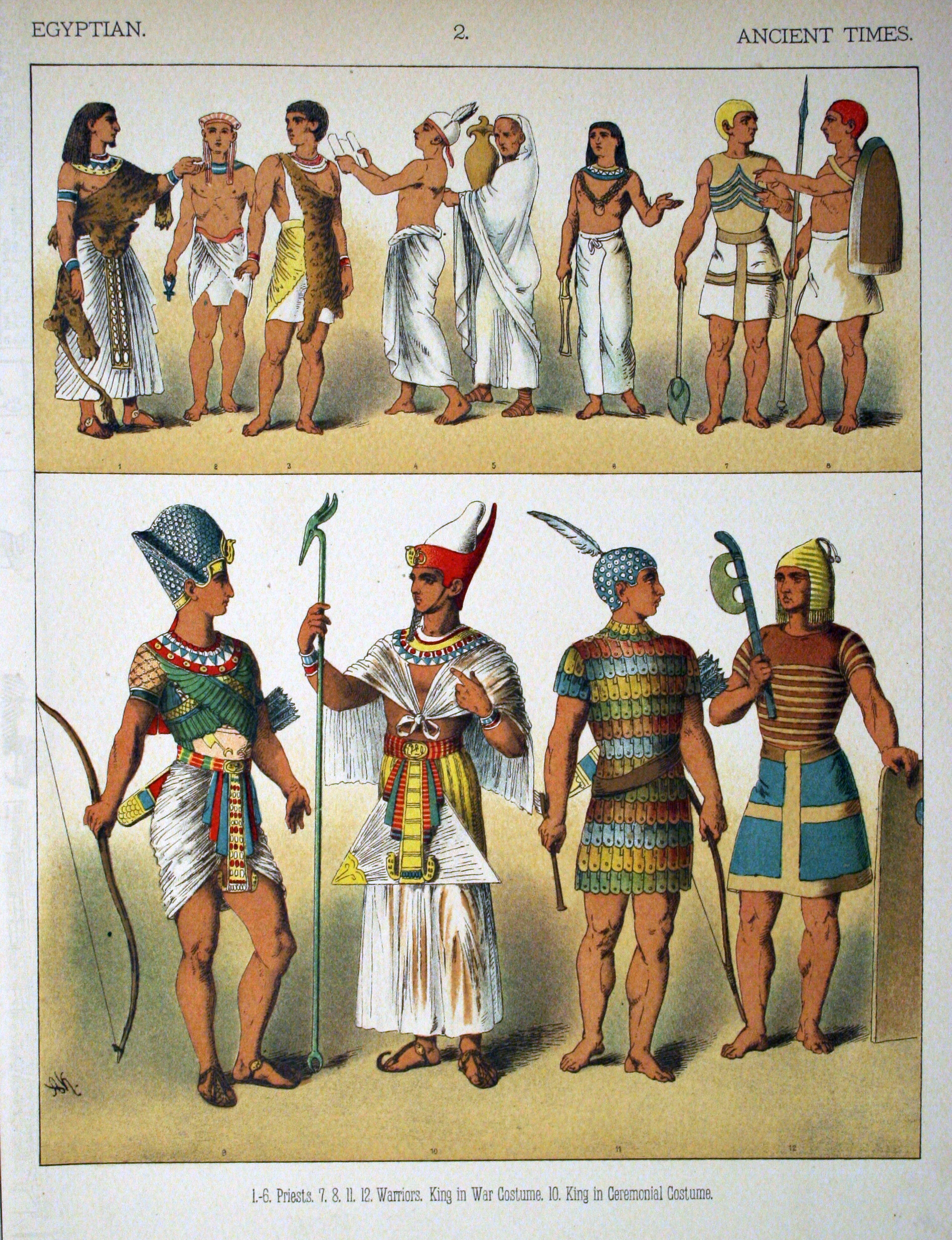
الملابس المصرية القديمة لجميع طبقات المجتمع المصري القديم

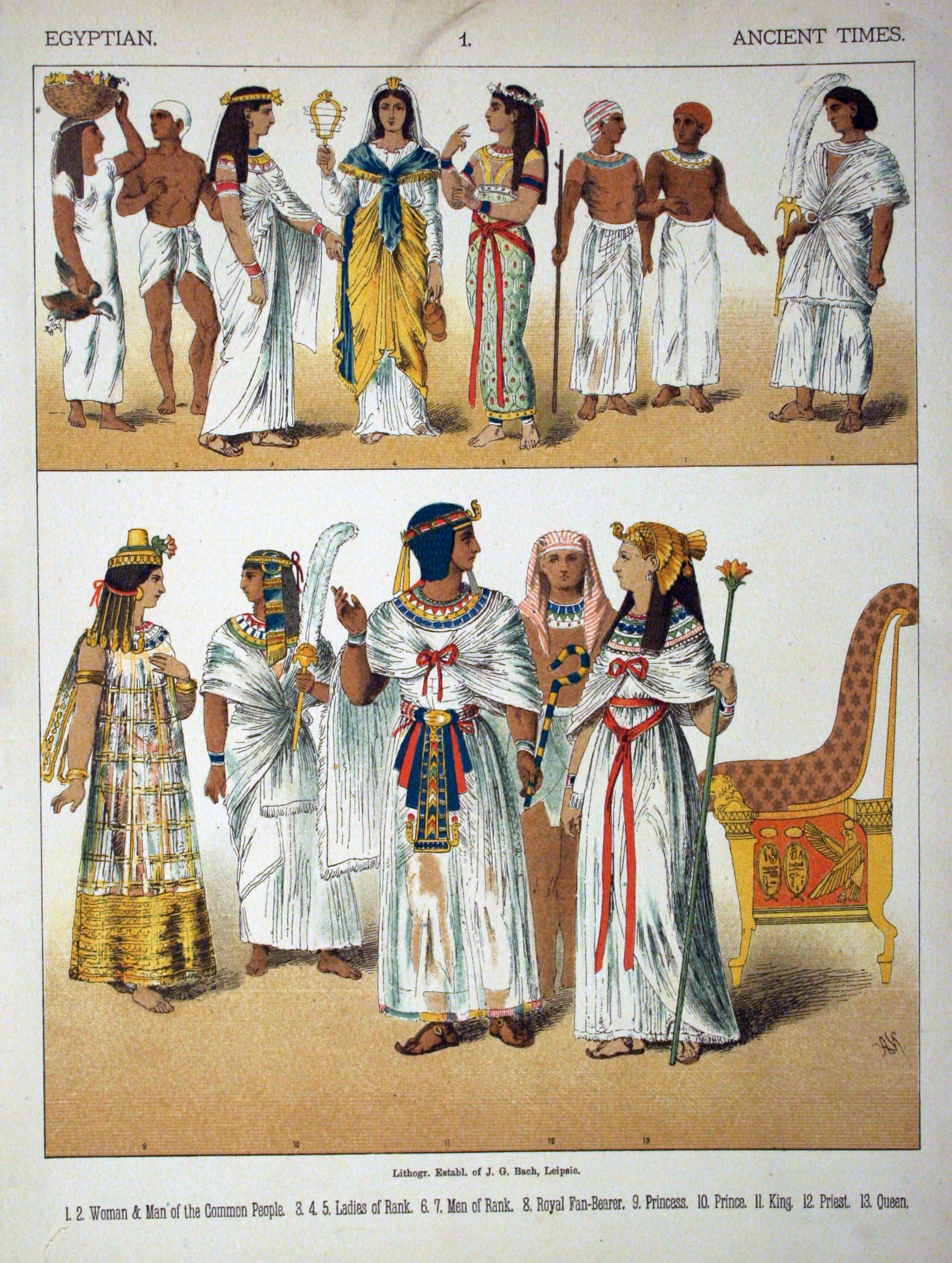
الملابس المصرية القديمة لجميع طبقات المجتمع المصري القديم

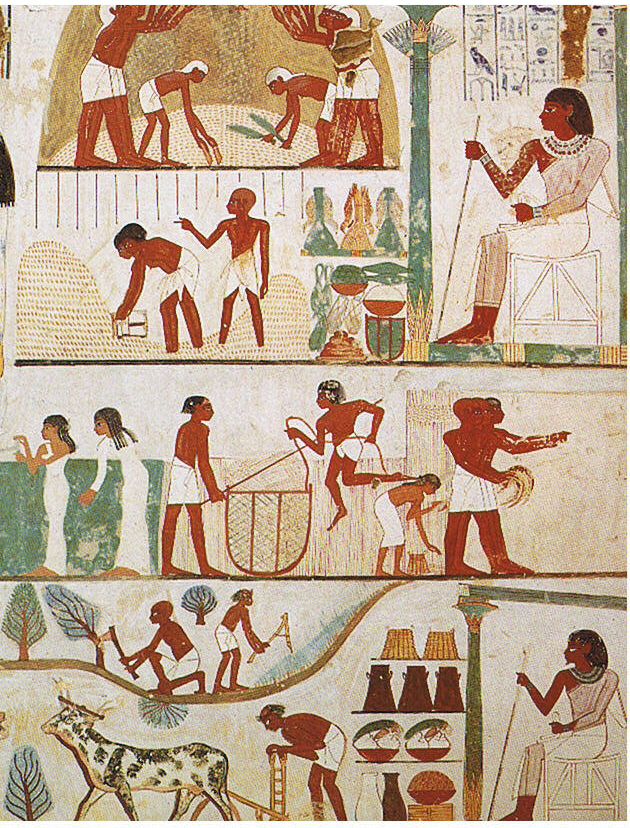
ملابس الرجال والنساء لعدة طبقات اجتماعية في مصر القديمة مرسومة على جدارية لقبر يعود للقرن الخامس عشر قبل الميلاد

كانت الموضة المصرية عملية وبسيطة ، وبالنسبة لمعظم السكان ، كان نفس النوع من الملابس التي ترتديها المرأة يرتديها الرجل. كانت نساء الطبقة العليا في المملكة المصرية القديمة (2686-2181 قبل الميلاد) يرتدين ثيابًا أطول تغطي صدورهن ، لكن النساء من الطبقات الدنيا كن يرتدين نفس التنورة البسيطة مثل آبائهن وأزواجهن وأبنائهن.

## فترة الأسرات المبكرة والمملكة القديمة
تظهر الصور من فترة الأسرات المبكرة في مصر (حوالي 3150 - 2613 قبل الميلاد) رجال ونساء من الطبقة الدنيا يرتدون نفس نوع الفستان: تنورة بطول الركبة ، من المحتمل أن تكون بيضاء أو فاتحة اللون. كان من الممكن أن يكون مصنوعًا من القطن أو الكتان أو بيسوس (الكتان) ويتم تثبيته حول الخصر بحزام من القماش أو حبل البردي أو الجلد.
المصريون من الطبقة العليا في نفس الفترة الزمنية كانوا يرتدون نفس الزي فقط مع مزيد من الزخرفة. فقط من خلال مجوهراتهم يمكن تمييز الرجال من الطبقة الغنية عن المزارعين والحرفيين. كان لباس المرأة أكثر تميزًا بين الطبقات حيث كانت نساء الطبقة العليا يرتدين فستانًا طويلًا يناسب الشكل بأكمام أو بدون أكمام. كانت هذه الفساتين مثبتة في مكانها بأشرطة على الكتفين ، وفي بعض الأحيان كانت تُستكمل برداء شفاف يلبس فوقها.
أزياء المرأة التي تعرت الثديين لم تكن مصدر قلق. كانت الفساتين النسائية من الطبقة العليا تبدأ أحيانًا تحت الصدور وتصل إلى الكاحل. التنانير النسائية من الطبقة الدنيا ، كما لوحظ ، كانت من الخصر إلى الركبتين بدون قمة. قبل تطوير الكتان ، كان الناس يرتدون ملابس مصنوعة من جلود الحيوانات أو قصب البردي المنسوج.
لم يكن الأطفال من كلا الجنسين يرتدون ملابس منذ الولادة حتى سن البلوغ ، وبعض المهن ، استمرت في هذه الممارسة. فالعاملون والغسالات الذين كانوا يعملون يوميًا على ضفاف نهر النيل يغسلون ملابس الآخرين كانوا يؤدون مهامهم عراة لأنهم كانوا في الماء بكثرة.

## الفترة الانتقالية الأولى والمملكة الوسطى
في الفترة الانتقالية الأولى من مصر يتبع (2181-2055 قبل الميلاد) انهيار المملكة المصرية القديمة وأطلق العديد من تغييرات جذرية في الثقافة المصرية ولكن بقي الأزياء نفس نسبيا. فقط في المملكة المصرية الوسطى (2055-1650 قبل الميلاد) تغيرت الموضة حيث بدأت النساء في ارتداء العباءات القطنية الطويلة وتصفيفات الشعر المختلفة.
في عصر الدولة القديمة والفترة الانتقالية الأولى ، تم تصوير النساء بطول شعر أسفل أذنيهن ، بينما في المملكة الوسطى ، كان شعرهن يرتدي على أكتافهن. يختلف ثوب الدولة الوسطى للطبقة العليا أيضًا في أن الملابس كانت غالبًا مصنوعة من القطن. كانت هذه الفساتين ، التي لا تزال تتناسب مع الشكل ، غالبًا ما تكون ذات أكمام مع خط رقبة متدلي مزين بقلادة في الحلق. ستصنع هذه الفساتين من قطعة قماش واحدة ستلفها المرأة ثم ترتب لأسلوب مع حزام حول الخصر يمكنها أن تلبس الجزء العلوي منه.
من نفس الفترة ، مع ذلك ، هناك أدلة على فساتين نسائية من الطبقة العليا ارتفعت من الكاحل إلى الخصر وتم تثبيتها بأشرطة رفيعة مرت فوق الصدور ومثبتة على الكتفين في الخلف. استمر الرجال في هذا الوقت في ارتداء النقبة البسيطة فقط مع الطيات في المقدمة. لا يُعرف بالضبط كيف طوى المصريون القدماء ملابسهم ، لكن الصور في الفن تظهر بوضوح طيات في ملابس الرجال والنساء. كان أكثر الملابس شعبية بين رجال الطبقة العليا هو المئزر المثلث ؛ نقبة منشوية ومزخرفة سقطت فوق الركبتين بقليل ومثبتة بغطاء. كان يمكن ارتداؤها فوق مئزر كان عبارة عن شريط مثلثي من القماش يمتد بين الساقين ومربوط من الوركين .

## عصرالمملكة المصرية الحديثة
بعد عصر المملكة الوسطى ، دخلت مصر الفترة الانتقالية الثانية (1650-1550 قبل الميلاد) حيث حكم الأجانب المعروفون باسم الهكسوس من مصر السفلى ، واحتفظ النوبيون بالحدود الجنوبية للصعيد مع طيبة فقط في الوسط تمثل المصري قاعدة.
لا يبدو أنهم ساهموا في الموضة. ويرجع ذلك إلى حد كبير إلى إعجاب الهكسوس بالثقافة المصرية وتقليد المعتقدات والسلوك واللباس المصري في مدنهم في شمال الدلتا.
عام 1550 قبل الميلاد ، أخرج الملك أحمس الأول الهكسوس من مصر وبدأ فترة المملكة المصرية الحديثة ( 1550-1077 قبل الميلاد) والتي شهدت أعظم التطورات في الموضة في مصر التاريخ. أنماط الموضة في المملكة الحديثة هي تلك التي يتم تصويرها غالبًا في الأفلام والبرامج التلفزيونية التي تتناول مصر بغض النظر عن الفترة الزمنية التي يتم تحديدها فيها.
كانت المملكة الحديثة عصر إمبراطورية مصر عندما صعدت البلاد إلى المسرح الدولي واقتربت من الاتصال الوثيق مع الدول الأخرى أكثر مما كانت عليه في السابق. حتى قبل عصر الإمبراطورية ، أصبحت بيانات الموضة أكثر تفصيلاً. صورت زوجة أحمس الأول ، أحمس نفرتاري في فستان بأكمام مجنحة وياقة عريضة تقع فوق كاحليها.
بدأت العباءات والفساتين المزينة بالخرز المزخرفة بالجواهر في الظهور في أواخر الدولة الوسطى ولكنها أصبحت أكثر شيوعًا في المملكة الحديثة بين الطبقات العليا. تظهر أيضًا الباروكات المتقنة المزينة بالخرز والمجوهرات بتكرار أكبر في هذا الوقت. القبعة المصنوعة من الكتان الخالص كانت ابتكار الموضة في عصر المملكة الحديثة. كان القلنسوة ، أو شال الرأس ، عبارة عن مستطيل من الكتان الملتوي أو المطوي أو المقطوع ، وعادة ما يكون مرتبطًا بياقة مزخرفة. كان يلبس فوق الفساتين الذي يقع إما من الخصر أو أسفل الثديين مباشرة وأصبح النمط الأكثر شعبية للطبقات العليا.
تقدمت أزياء الرجال أيضًا بسرعة كبيرة في المملكة الحديثة. تنخفض أصفاد هذه الفترة إلى ما تحت الركبة ، وهي مطرزة بشكل أكثر تعقيدًا ، وغالبًا ما يتم استكمالها ببلوزة شفافة فضفاضة. صورت في النمس غطاء الرأس، وغالبا ما ينظر في هذا النوع من الملابس ارتداء إما الصنادل أو النعال. كانوا يرتدون التنانير والبلوزات الشفافة ذات الأكمام ذات الثنيات المتقنة. وكانت الألواح الكبيرة من المواد المنسوجة المعلقة من الخصر والطيات المعقدة مرئية تحت التنانير الشفافة. كان هذا النمط شائعًا لدى الملوك والطبقات العليا الذين يمكنهم شراء المواد.
واصلت الطبقات الدنيا ارتداء النقبة البسيطة لكلا الجنسين ، ولكن الآن يظهر المزيد من نساء الطبقة العاملة بقمصان مغطاة. في السابق ، كان يتم تصوير الخدم المصريين في لوحات القبور وغيرها من الأعمال الفنية على أنهم عراة أو شبه عراة ، ولكن في المملكة الحديثة ، يظهر عدد من الخدم ليس فقط بملابسهم الكاملة ولكن بفساتين متقنة إلى حد ما.
تم تطوير الملابس الداخلية أيضًا خلال هذه الفترة ، حيث تطورت من المئزر الخشن المثلث الملفوف بين الساقين وحول الخصر إلى قطعة قماش أدق إما مخيطًا بحجم معين من الخصر أو مربوطًا عند الوركين. كانت أزياء الرجال من الطبقة العليا في المملكة الحديثة هي هذه الملابس الداخلية تحت قماش مئزر كان يرتدي فوقه قميصًا طويلًا شفافًا يسقط على الركبتين ، وقطعة واسعة العنق (للنبلاء) ، وأساور ، وصنادل. تم دفن الملك توت عنخ آمون مع أكثر من 100 من هذا النوع من الملابس الداخلية بالإضافة إلى القمصان والسترات والعباءات ، مما يوفر بعضًا من أفضل الأمثلة على أزياء المملكة الحديثة التي تم العثور عليها حتى الآن.
كانت أزياء النساء من تلك الفترة أكثر تفصيلاً من أي عصر سابق. غالبًا ما يحلق الرجال والنساء في مصر رؤوسهم لمنع القمل وللتقليل من الوقت الذي يستغرقه الحفاظ على رأس كامل من الشعر. تم استخدام الشعر المستعار من كلا الجنسين لحماية فروة الرأس وللأغراض الاحتفالية. الباروكات في عصر المملكة الحديثة هي الأكثر زخرفة ، وخاصة بالنسبة للنساء ، وتظهر فيها تسريحات ذات ثنيات ، ومهدبات ، ومتعددة الطبقات بطول الكتفين أو أسفل. كانت العباءات الشفافة المصنوعة من الكتان الفاتح مفضلة لدى نساء الطبقة العليا ، وغالبًا ما تزينها وشاح أو رداء ، ومربوطة بحزام عند الخصر ، ومزينة بغطاء رأس وقلادة وأقراط.
اعتمدت المهن المختلفة أيضًا أنماطًا متسقة إلى حد ما من الأزياء. على سبيل المثال ، كان الوزراء يرتدون تنورة طويلة (غالبًا ما تكون مطرزة) تُثبت تحت الذراعين وتتساقط على الكاحلين مع الصنادل أو النعال. كان الكتبة يرتدون النقبة البسيطة من الخصر إلى الركبة ، ويُرى أحيانًا في بلوزة شفافة. كان الكهنة يرتدون أردية من الكتان الأبيض ، ووفقًا لهيرودوت ، لم يكن بإمكانهم ارتداء أي لون آخر كالنقاء الأبيض والمقدس. كان الجنود والحراس وقوات الشرطة يرتدون النقبة البسيطة مع الصنادل وأحيانًا حراس المعصم. تم تصوير المزارعين ومصنعي الجعة وحراس الحانات والبنائين والعمال والتجار بشكل موحد من هذه الفترة في نفس النقبة البسيطة ، ذكورًا وإناثًا ، على الرغم من أن التاجر يظهر أحيانًا في رداء أو عباءة. كانت المعاطف والسترات والعباءات شائعة عبر تاريخ مصر مثل درجة الحرارة في الليل.